# Zarand (ort)
Zarand (persiska: زرند) är en ort i Iran.   Den ligger i provinsen Zanjan, i den nordvästra delen av landet, 270 km väster om huvudstaden Teheran. Zarand ligger 1 893 meter över havet och antalet invånare är 901.
Terrängen runt Zarand är kuperad åt sydväst, men åt nordost är den platt. Runt Zarand är det ganska glesbefolkat, med 34 invånare per kvadratkilometer. Närmaste större samhälle är Qīdar, 8,5 km sydost om Zarand. Trakten runt Zarand består i huvudsak av gräsmarker.